# Hermano da Silva Ramos
Pas d'image ? Cliquez ici
Hermano João da Silva Ramos, né le 7 décembre 1925 à Paris, est un pilote automobile franco-brésilien. Il a notamment pris le départ de 7 Grands Prix de championnat du monde de Formule 1 en 1955 et en 1956 et a inscrit 2 points.
Il est, depuis le 6 septembre 2024 et la mort de Paul Goldsmith, le doyen des pilotes de Formule 1.

## Biographie

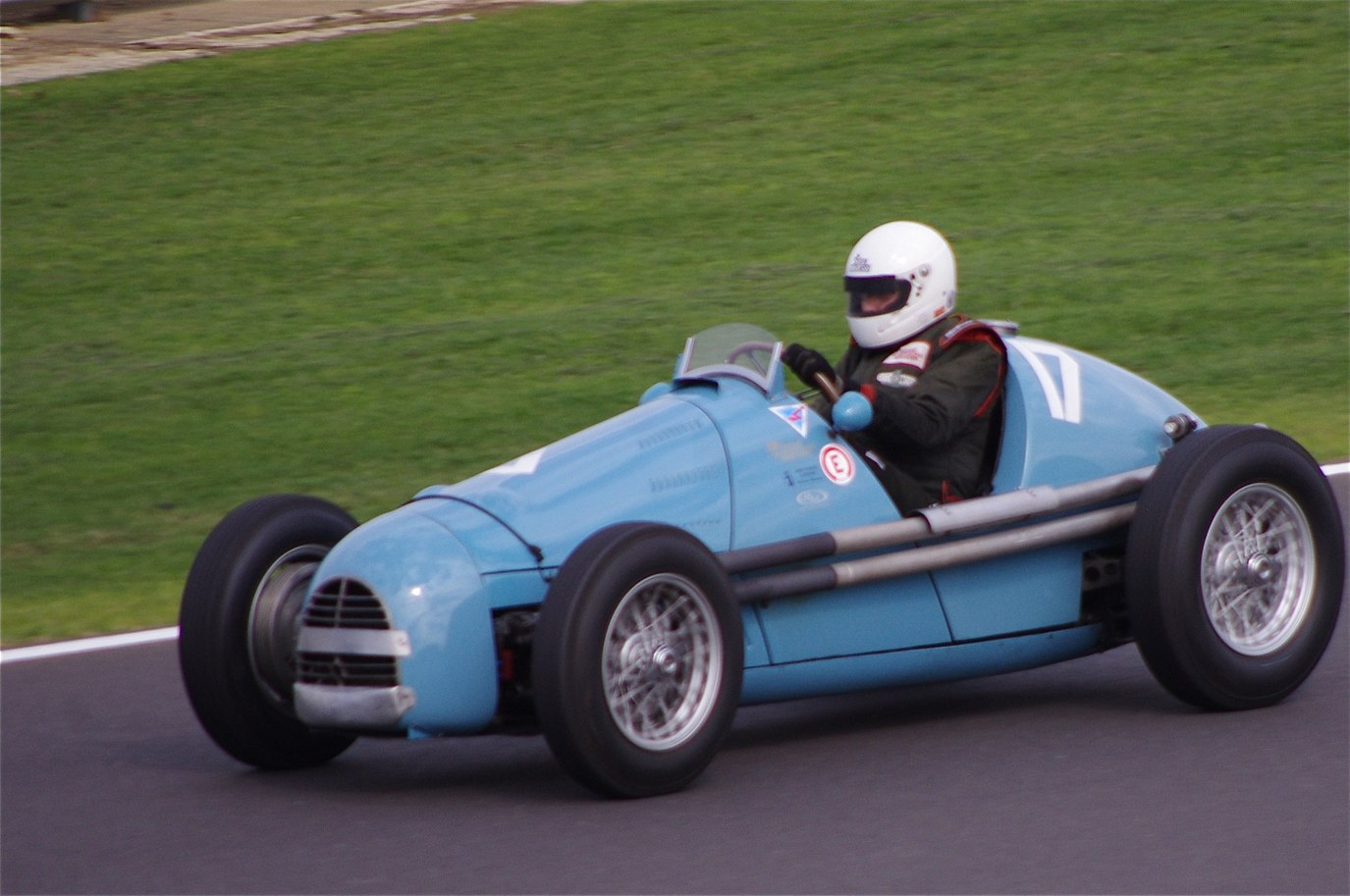
Hernando da Silva Ramos débute en Formule 1 sur Gordini Type 16

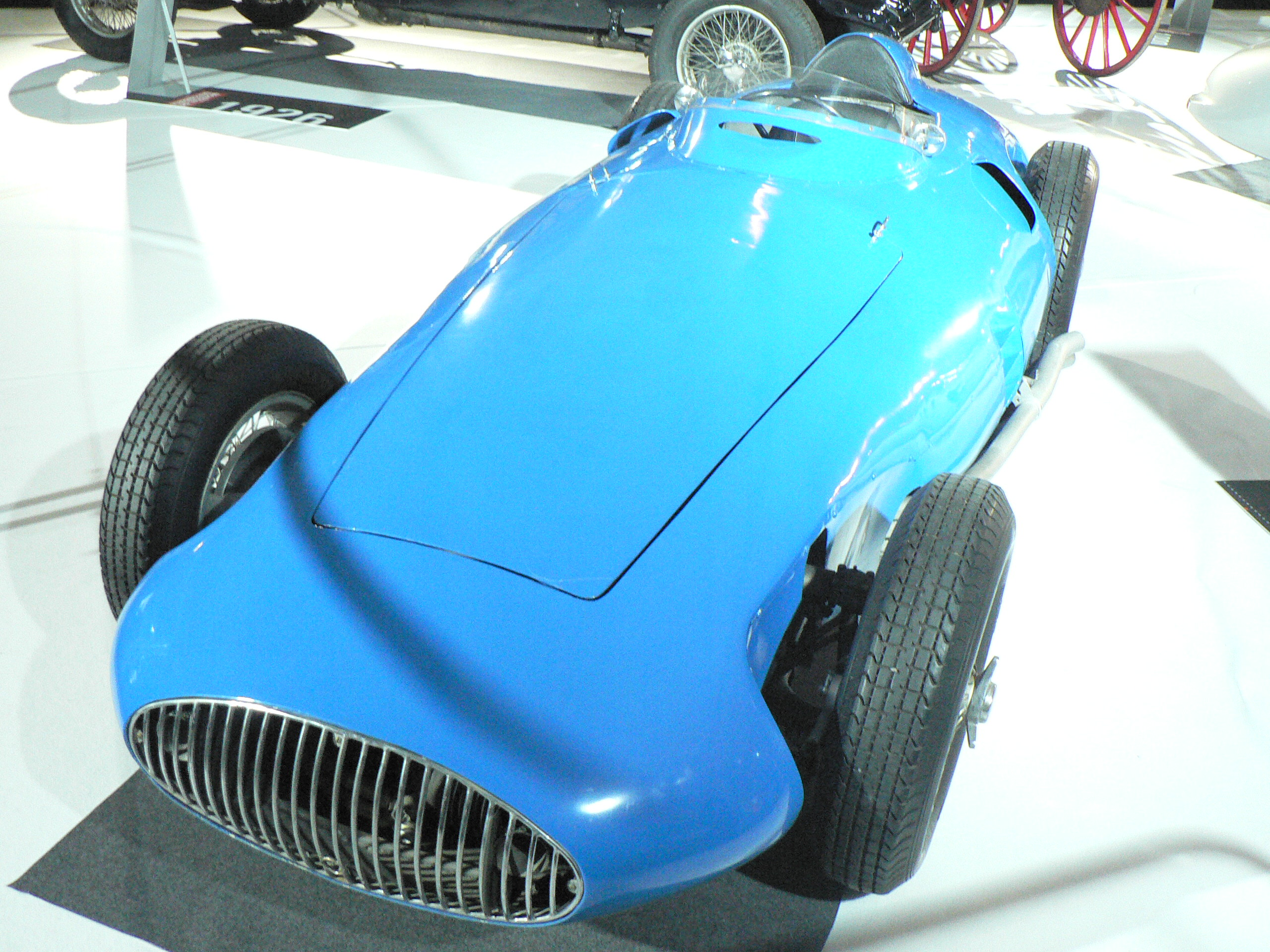
Il termine sa carrière en Formule 1 sur Gordini Type 32

Hermano da Silva Ramos est le fils d'un homme d'affaires brésilien, ancien gentleman-driver sur Bugatti dans les années 1930. Hermano, surnommé Nano, débute à son tour la compétition automobile dans son pays d'origine, en 1947 sur MG lors d'épreuves à Rio de Janeiro. 
Sa carrière est lancée lorsqu'il retourne en Europe au début des années 1950 avec une Aston Martin DB2. À son volant, il remporte le Rallye des Sables en 1953. Après une apparition au Tour de France automobile en septembre 1953, il remporte la Coupe de Vitesse de l'autodrome de Linas-Montlhéry début avril 1954 sur l'Aston Martin DB2, puis termine deuxième de la Coupe de Paris à la fin du mois.
En 1955, il intègre l'Équipe Gordini et prend part, sur une Type 16, à son premier Grand Prix de Formule 1 à Zandvoort. Qualifié en quatorzième position, il termine la course à une honorable huitième place. Il s'engage également aux Grand Prix de Grande-Bretagne et d'Italie mais abandonne dans les deux cas. Il s'impose, en mars 1955, lors de la Coupe de Vitesse, sur Gordini T15S, et remporte le mois suivant une course sur le circuit de Marseille devant René Cotton sur l'Aston Martin. 
En 1956, hors-championnat du monde, il participe à trois Grands Prix pour Gordini et se classe cinquième de l'International Trophy. En championnat, il inscrit ses premiers points en terminant à nouveau cinquième lors du Grand Prix de Monaco. Il dispute trois autres Grands Prix de championnat cette même année mais n'inscrit pas de nouveaux points. Parallèlement à ces engagements en Formule 1, il dispute les 24 heures du Mans et remporte l'épreuve de Montlhéry. Après son troisième succès en Coupe de Vitesse à Montlhéry (sur la T24S), il gagne quinze jours plus tard, sur le circuit de Tours, en Sport sur la T15S. Il obtient, en fin de saison, un autre succès lors de la Coupe d'Automne avec la Gordini.
En 1957, il conserve son baquet chez Gordini mais ne prend part qu’à deux épreuves, hors-championnat. Son plus haut fait d’armes est une sixième place lors du Grand Prix de Pau (il abandonne au Grand Prix de Naples). En 1958, il est pilote officiel dans l'écurie d'Alan Brown engagée sur des épreuves de Formule 2. Au volant d'une Cooper T45, il brille à nouveau au Grand Prix de Pau où il se classe second derrière Maurice Trintignant.
En 1958, Hermano da Silva Ramos s'impose aux 3 Heures de Pau associé à Vidilles sur Alfa Romeo Giulietta Sprint Veloce Zagato en GT 3 litres. En septembre, il se classe troisième du Tour de France avec Jean Estager, sur Ferrari 250 GT.
En 1959, il obtient un baquet chez Scuderia Centro Sud qui aligne des Maserati 250F. Hors-championnat du monde, il prend part au Glover Trophy (abandon), aux 200 miles d'Aintree où il se classe quatrième, puis à l'International Trophy où il abandonne à nouveau. Cette épreuve est sa dernière au volant d'une Formule 1. Avec Jean Estager, il remporte le Tour de France automobile en catégorie Tourisme sur Jaguar Mark 1.
La même année, Nano prend le départ des 24 Heures du Mans sur une Ferrari 250 TR59 officielle, en compagnie de Cliff Allison. L'équipage abandonne au quarante-et-unième tour et Hermano da Silva Ramos met un terme à sa carrière de pilote.

## Résultats en championnat du monde de Formule 1
| Saison | Écurie         | Châssis         | Moteur                                | Pneus     | GP disputés | Points inscrits | Classement |
| ------ | -------------- | --------------- | ------------------------------------- | --------- | ----------- | --------------- | ---------- |
| 1955   | Équipe Gordini | Type 16         | Gordini 6 cylindres                   | Englebert | 3           | 0               | n.c.       |
| 1956   | Équipe Gordini | Type 16 Type 32 | Gordini 6 en ligne Gordini 8 en ligne | Englebert | 4           | 2               | 21e        |

### Résultats détaillés
| Saison | Écurie         | Châssis         | Moteur              | 1   | 2     | 3   | 4   | 5     | 6       | 7       | 8       | Classement en championnat | Points inscrits |
| ------ | -------------- | --------------- | ------------------- | --- | ----- | --- | --- | ----- | ------- | ------- | ------- | ------------------------- | --------------- |
| 1955   | Équipe Gordini | Gordini Type 16 | Gordini 6 cylindres | ARG | MON   | 500 | BEL | NED 8 | GBR Abd | ITA Abd |         | n.c.                      | 0               |
| 1956   | Équipe Gordini | Gordini Type 16 | Gordini 6 cylindres | ARG | MON 5 | 500 | BEL |       |         |         |         | 21e                       | 2               |
| 1956   | Équipe Gordini | Gordini Type 32 | Gordini 8 cylindres |     |       |     |     | FRA 8 | GBR Abd | GER     | ITA Abd | 21e                       | 2               |